# På dock-kliniken
På dock-kliniken (även Leksakstippen) (engelska: Broken Toys) är en amerikansk animerad kortfilm från 1935. Filmen ingår i Silly Symphonies-serien.

## Om filmen
I filmen spelas flera klassiska stycken, bland annat Stilla natt.
Filmens handling är löst baserad på Merrie Melodies-kortfilmen A Great Big Bunch of You från 1932.
Filmen hade svensk premiär den 18 april 1937 och visades på biografen Spegeln i Stockholm.

## Rollista (i urval)
- Sara Berner – dockflicka
- Tommy Bupp – sjömansdocka
- Pinto Colvig – övriga röster[5]